# 함양 벽송사 묘법연화경 목판
함양 벽송사 묘법연화경 목판(咸陽 碧松寺 妙法蓮華經 木板)은 대한민국 경상남도 함양군 함양읍 추성리에 있는 묘법연화경 목판이다.
1997년 1월 30일 경상남도의 유형문화재 제315호 묘법연화경 책판으로 지정되었다가, 2018년 12월 20일 현재의 명칭으로 변경되었다.

## 개요
『묘법연화경』은 줄여서 법화경이라고 부르기도 하는데, 우리 나라에서는 천태종의 근본 경전으로 한국 불교사상 확립에 크게 영향을 미쳤다. 후진(後秦)의 구마라습이 한문으로 번역하였으며, 전체 7권 28품의 내용을 담고 있다.
이 책판은 7권 28품의 경전 본문 221매와 더불어 변상도(變相圖) 2매, 예제편람 1매, 규작음 2매, 다라니경 1매 등이 함께 보존되고 있다. 특히 불경의 내용을 풀이하여 그림으로 나타낸 변상도는 그 솜씨가 매우 정교하여 작품성이 돋보인다.
끝부분에 조선 숙종 11년(1685) 경상남도 함양군 지리산 안왕사에서 만들었다는 간행기록이 있으나, 안왕사의 위치는 아직까지 확인되지 않았다. 현재는 경상남도 함양군 벽송사에 보관되어 있는데, 벽송사로 옮겨온 기록도 밝혀지지 않았다.

## 참고 문헌
- 함양 벽송사 묘법연화경 목판 - 국가유산청 국가유산포털